# 20.ª edición de los Premios Óscar
La 20.ª edición de los Premios Óscar se celebró el 20 de marzo de 1948 en el Shrine Auditorium de Los Ángeles, California, y fue conducida por los actores Agnes Moorehead y Dick Powell. 
En esta edición, ninguna película recibió más de 3 premios, algo que no se volvería a ocurrir hasta la 78.ª edición.
James Baskett recibió un Óscar honorífico por su papel del Tío Remus en Canción del sur, lo que le convirtió en el primer hombre afroestadounidense y en la primera estrella del universo Walt Disney en ganar un Premio de la Academia por su interpretación.
Con 71 años, Edmund Gwenn se convirtió en el intérprete de mayor edad ganador de un Óscar.[cita requerida] El anterior récord lo ostentaba Charles Coburn, quien tenía 66 años cuando ganó.[cita requerida] En 1976, George Burns superó el récord de Gwenn, ganando el premios a la edad de 80 años.

## Ganadores y nominados

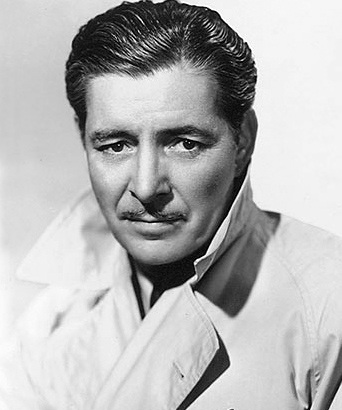
Ronald Colman fue el ganador del Óscar al mejor actor por Doble vida.

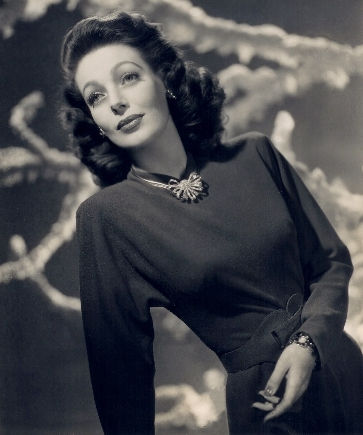
Loretta Young fue la ganadora del Óscar a la mejor actriz por Un destino de mujer.

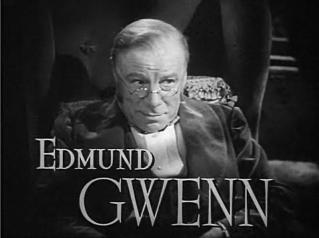
Edmund Gwenn fue el ganador del Óscar al mejor actor de reparto por Miracle on 34th Street.

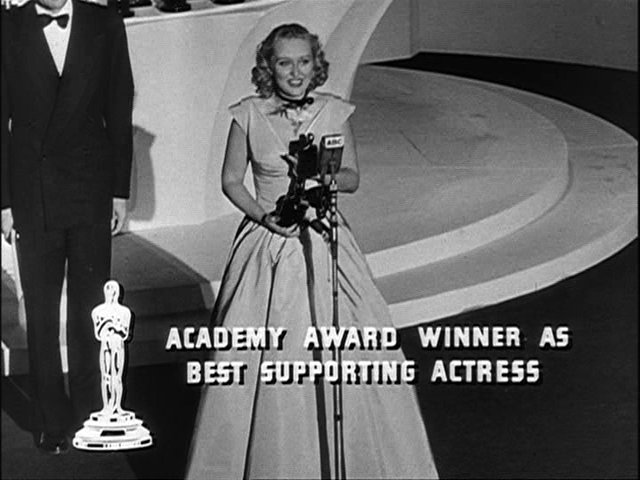
Celeste Holm fue la ganadora del Óscar a la mejor actriz de reparto por Gentleman's Agreement.

Indica el ganador dentro de cada categoría.
| Mejor película Presentado por: Fredric March Gentleman's Agreement (La barrera invisible) — 20th Century Fox - The Bishop's Wife (La mujer del obispo) — RKO Radio Pictures - Crossfire (Encrucijada de odios) — RKO Radio Pictures - Great Expectations — Universal Studios y General Film Distributors, Ltd. - Miracle on 34th Street (De ilusión también se vive) — 20th Century Fox | Mejor dirección Presentado por: Donald Crisp Elia Kazan - Gentleman's Agreement (La barrera invisible) - George Cukor – A Double Life (Doble vida) - Edward Dmytryk – Crossfire (Encrucijada de odios) - Henry Koster – The Bishop's Wife (La mujer del obispo) - David Lean – Great Expectations (Cadenas rotas) |
| Mejor actor Presentado por: Olivia de Havilland Ronald Colman – A Double Life (Doble vida), como Anthony John - John Garfield – Body and Soul (Cuerpo y alma), como Charlie Davis - Gregory Peck – Gentleman's Agreement (La barrera invisible), como Philip Schuyler Green - William Powell – Life with Father (Recursos de mujer), como Clarence Day, Sr. - Michael Redgrave – Mourning Becomes Electra (A Electra le sienta bien el luto), como Orin Mannon | Mejor actriz Presentado por: Fredric March Loretta Young – The Farmer's Daughter (Un destino de mujer), como Katie Holstrom - Joan Crawford – Possessed (Amor que mata), como Louise Howell - Susan Hayward – Smash-Up, the Story of a Woman (Una mujer destruida), como Angie Evans - Dorothy McGuire – Gentleman's Agreement (La barrera invisible), como Kathy Lacey - Rosalind Russell – Mourning Becomes Electra (A Electra le sienta bien el luto), como Lavinia Mannon |
| Mejor actor de reparto Presentado por: Anne Baxter Edmund Gwenn – Miracle on 34th Street (De ilusión también se vive), como Kris Kringle - Charles Bickford – The Farmer's Daughter (Un destino de mujer), como Joseph Clancy - Thomas Gomez – Ride the Pink Horse (Persecución en la noche), como Pancho - Robert Ryan – Crossfire (Encrucijada de odios), como Montgomery - Richard Widmark – Kiss of Death (El beso de la muerte), como Tommy Udo | Mejor actriz de reparto Presentado por: Donald Crisp Celeste Holm – Gentleman's Agreement (La barrera invisible), como Anne Dettrey - Ethel Barrymore – The Paradine Case (El proceso Paradine), como Lady Sophie Horfield - Gloria Grahame – Crossfire (Encrucijada de odios), como Ginny Tremaine - Marjorie Main – The Egg and I (El huevo y yo), como Ma Kettle - Anne Revere – Gentleman's Agreement (La barrera invisible), como la Sra. Green                          |
| Mejor argumento Presentado por: George Murphy Miracle on 34th Street (De ilusión también se vive) – Valentine Davies - It Happened on Fifth Avenue (Sucedió en la Quinta avenida) – Herbert Clyde Lewis y Frederick Stephani - Kiss of Death (El beso de la muerte) – Eleazar Lipsky - A Cage of Nightingales – Georges Chaperot y Rene Wheeler - Smash-Up, the Story of a Woman (Una mujer destruida) – Dorothy Parker y Frank Cavett | Mejor guion original Presentado por: George Murphy The Bachelor and the Bobby-Soxer (El solterón y la menor) – Sidney Sheldon - Body and Soul (Cuerpo y alma) – Abraham Polonsky - Monsieur Verdoux – Charles Chaplin - A Double Life (Doble vida) – Ruth Gordon y Garson Kanin - Sciuscià (El limpiabotas) – Sergio Amidei, Adolfo Franci, C. G. Viola y Cesare Zavattini |
| Mejor guion Presentado por: Anne Baxter Miracle on 34th Street (De ilusión también se vive) – George Seaton; basado en una historia de Valentine Davies - Crossfire (Encrucijada de odios) – John Paxton; a partir de la novela The Brick Foxhole de Richard Brooks - Boomerang! (El justiciero) – Richard Murphy; basado en un artículo de Anthony Abbot en la revista Reader's Digest - Great Expectations (Cadenas rotas) – David Lean, Ronald Neame y Anthony Havelock-Allen; a partir de la novela Grandes esperanzas de Charles Dickens - Gentleman's Agreement (La barrera invisible) – Moss Hart; basado en la obra homónima de Laura Z. Hobson | Mejor cortometraje animado Presentado por: Shirley Temple Tweetie Pie – Edward Selzer - Chip an' Dale – Walt Disney - Dr. Jekyll and Mr. Mouse – Fred Quimby - Pluto's Blue Note – Walt Disney - Tubby the Tuba – George Pal |
| Mejor cortometraje - Un rollo Presentado por: Shirley Temple Goodbye, Miss Turlock – Herbert Moulton - Brooklyn, U.S.A. – Thomas Mead - Moon Rockets – Jerry Fairbanks - Now You See It – Pete Smith - So You Want to Be in Pictures – Gordon Hollingshead | Mejor cortometraje - Dos rollos Presentado por: Shirley Temple Climbing the Matterhorn – Irving Allen - Champagne for Two – Harry Grey - Fight of the Wild Stallions – Thomas Mead - Give Us the Earth – Herbert Morgan - A Voice Is Born: The Story of Niklos Gafni – Ben Blake |
| Mejor documental largo Presentado por: Shirley Temple Design for Death - Journey Into Medicine - The World Is Rich | Mejor documental corto Presentado por: Shirley Temple First Steps - Passport to Nowhere - School in the Mailbox |
| Mejor banda sonora de una película dramática o comedia Presentado por: Larry Parks A Double Life (Doble vida) – Miklós Rózsa - The Bishop's Wife (La mujer del obispo) – Hugo Friedhofer - Captain from Castile (El capitán de Castilla) – Alfred Newman - Forever Amber (Ambiciosa) – David Raksin - Life with Father (Recursos de mujer) – Max Steiner | Mejor orquestación de una película musical Presentado por: Larry Parks Mother Wore Tights (Siempre en tus brazos) – Alfred Newman - Fiesta (Fiesta brava) – Johnny Green - Road to Rio (Camino de Río) – Robert Emmett Dolan - Song of the South (Canción del sur) – Daniele Amfitheatrof, Paul J. Smith y Charles Wolcott - My Wild Irish Rose – Ray Heindorf y Max Steiner                                                                                                  |
| Mejor canción original Presentado por: Dinah Shore «Zip-a-Dee-Doo-Dah» de Song of the South (Canción del sur) – Música: Allie Wrubel; Letra: Ray Gilbert - «Pass That Peace Pipe» de Good News – Letra y música: Ralph Blane, Hugh Martin y Roger Edens - «A Gal in Galico» de The Time, the Place and the Girl (La sinfonía del amor) – Música: Arthur Schwartz; Letra: Leo Robin - «I Wish I Didn't Love You So» de The Perils of Pauline (Los peligros de Paulina) – Letra y música: Frank Loesser - «You Do» de Mother Wore Tights (Siempre en tus brazos) – Música: Josef Myrow; Letra: Mack Gordon                                                | Mejor sonido Presentado por: Larry Parks The Bishop's Wife (La mujer del obispo) – Gordon E. Sawyer - Green Dolphin Street (La calle del Delfín Verde) – Douglas Shearer - T-Men (La brigada suicida) – Jack R. Whitney |
| Mejor fotografía - Blanco y negro Presentado por: Anne Baxter y Agnes Moorehead Great Expectations (Cadenas rotas) – Guy Green - The Ghost and Mrs. Muir (El fantasma y la señora Muir) – Charles Lang - Green Dolphin Street (La calle del Delfín Verde) – George Folsey | Mejor fotografía - Color Presentado por: Anne Baxter y Agnes Moorehead Black Narcissus (Narciso negro) – Jack Cardiff - Life with Father (Recursos de mujer) – Peverell Marley y William J. Skall - Mother Wore Tights (Siempre en tus brazos) – Harry Jackson |
| Mejor dirección de arte - Blanco y negro Presentado por: Dick Powell Great Expectations (Cadenas rotas) – Dirección de arte: John Bryan; Decorados: Wilfred Shingleton - The Foxes of Harrow (Débil es la carne) – Dirección de arte: Lyle Wheeler y Maurice Ransford; Decorados: Thomas Little y Paul S. Fox | Mejor dirección de arte - Color Presentado por: Dick Powell Black Narcissus (Narciso negro) – Dirección de arte y Decorados: Alfred Junge - Life with Father (Recursos de mujer) – Dirección de arte: Robert M. Haas; Decorados: George James Hopkins |
| Mejor montaje Body and Soul (Cuerpo y alma) – Francis D. Lyon y Robert Parrish - The Bishop's Wife (La mujer del obispo) – Monica Collingwood - Gentleman's Agreement (La barrera invisible) – Harmon Jones - Green Dolphin Street (La calle del Delfín Verde) – George White - Odd Man Out (Larga es la noche) – Fergus McDonnell | Mejores efectos especiales Presentado por: Larry Parks Green Dolphin Street (La calle del Delfín Verde) – A. Arnold Gillespie y Warren Newcombe; Efectos especiales sonoros de Douglas Shearer y Michael Steinore - Unconquered (Los inconquistables) – Farciot Edouart, Devereux Jennings, Gordon Jennings, Wallace Kelley y Paul Lerpae; Efectos especiales sonoros de George Dutton                                                                                        |

### Óscar honorífico
- Mejor película de habla no inglesa: Sciuscià (El limpiabotas) de Vittorio de Sica
- James Baskett, por su caracterización en la película Song of the South (Canción del sur).
- Coronel William N. Selig, Albert E. Smith, Thomas Armat y George K. Spoor, por su labor pionera en el cine de los Estados Unidos.
- A la película "Bill and Coo", por la novedad de su trabajo.

## Premios y nominaciones múltiples
| Película                                                    | Nominaciones | Premios |
| ----------------------------------------------------------- | ------------ | ------- |
| Gentleman's Agreement (La barrera invisible)                | 8            | 3       |
| Miracle on 34th Street (De ilusión también se vive)         | 4            | 3       |
| Great Expectations (Cadenas rotas)                          | 5            | 2       |
| A Double Life (Doble vida)                                  | 4            | 2       |
| Black Narcissus (Narciso negro)                             | 2            | 2       |
| The Bishop's Wife (La mujer del obispo)                     | 5            | 1       |
| Green Dolphin Street (La calle del Delfín Verde)            | 4            | 1       |
| Body and Soul (Cuerpo y alma)                               | 3            | 1       |
| Mother Wore Tights (Siempre en tus brazos)                  | 3            | 1       |
| Song of the South (Canción del sur)                         | 2            | 1       |
| Sciuscià (El limpiabotas)                                   | 2            | 1       |
| The Farmer's Daughter (Un destino de mujer)                 | 2            | 1       |
| The Bachelor and the Bobby-Soxer (El solterón y la menor)   | 1            | 1       |
| Crossfire (Encrucijada de odios)                            | 5            | 0       |
| Life with Father (Recursos de mujer)                        | 4            | 0       |
| Kiss of Death (El beso de la muerte)                        | 2            | 0       |
| Mourning Becomes Electra (A Electra le sienta bien el luto) | 2            | 0       |
| Smash-Up, the Story of a Woman (Una mujer destruida)        | 2            | 0       |

## 1948 Oscars: miniserie episodios -The Lady(La Dama)

### Ganador Oscars y discurso de Óscar
- Vivien Leigh gana Mejor Actriz de Reparto (interpretada por Kate Winslet)
- Judy Garland gana Mejor Actriz (interpretada por Anne Hathaway)
- Clark Gable gana Mejor Actor de Reparto (interpretada por James Franco)

### Presentada por Oscars
- Audrey Hepburn (interpretada por Lily Collins)
- Elizabeth Taylor (interpretada por Rachel Weisz)
- Marilyn Monroe (interpretada por Lady Gaga)

### La Dama(película) (Episodios de miniseries)
- Judy Garland as Lili Roberts (interpretada por Anne Hathaway)
- Vivien Leigh as Alice Roberts (interpretada por Kate Winslet)
- Clark Gable as Lucas (interpretada por James Franco)

### Transcripción contizaciones
- Elizabeth Taylor (Años  1950): Y el Oscar es para. Vivien Leigh por La Dama!
- (aplausos)
- (La Dama foso de orquesta tocando)
- Audrey Hepburn (Anõs 1950): Y el Oscar es para. Judy Garland por La Dama!
- (aplausos)
- (La Dama foso de orquesta tocando)
- Marilyn Monroe (Anõs 1950): Y el ganador es. Damas y caballeros, Y el ganador es. Clark Gable por La Dama!
- (aplausos)
- (La Dama foso de orquesta tocando)